# Gonoessa
Gonoessa (en grec antic Γονόεσσα) és el nom d'una antiga ciutat grega que Homer menciona al "Catàleg de les naus" a la Ilíada.1
No es coneix la seva localització exacta. Pausànias l'identifica amb una població destruïda anomenada Donusa, que diu que estava situada entre Egira i Pel·lene i també diu que estava sotmesa a Sició. Afegeix que potser Pisístrat, quan va recopilar els poemes d'Homer que es trobaven dispersos per diferents llocs, o potser algú proper, va canviar el nom de la ciutat, possiblement per ignorància.
Però Pausanias també menciona una altra població que anomena Gonusa, de la que diu que estava situada "damunt de Sició". D'aquesta ciutat procedien els avantpassats de Cípsel de Corint.